# Rosângela Santos
Rosângela Cristina Oliveira Santos, brazilska atletinja, * 20. december 1990, Washington, D.C., ZDA.
Nastopila je na olimpijskih igrah v letih 2008, 2012 in 2016, leta 2008 je osvojila bronasto medaljo v štafeti 4×100 m, ob tem je dosegla sedmo mesto v isti disciplini, v teku na 100 m se je uvrstila v polfinale. Na panameriških igrah je osvojila naslova prvakinje v teku na 100 m in štafeti 4x100 m leta 2011.